# Tamarix ramosissima
Tamarix ramosissima, vulgarmente conhecido como cedro-salgado ou tamargueira, é um arbusto de folhas caducas com caules avermelhados, folhagem verde-pálida, plumosa e pequenas flores cor-de-rosa.
A cultivar 'Pink Cascade' (flor rosa escuro) ganhou o Prêmio de Mérito de Jardim da Royal Horticultural Society.

## Descrição

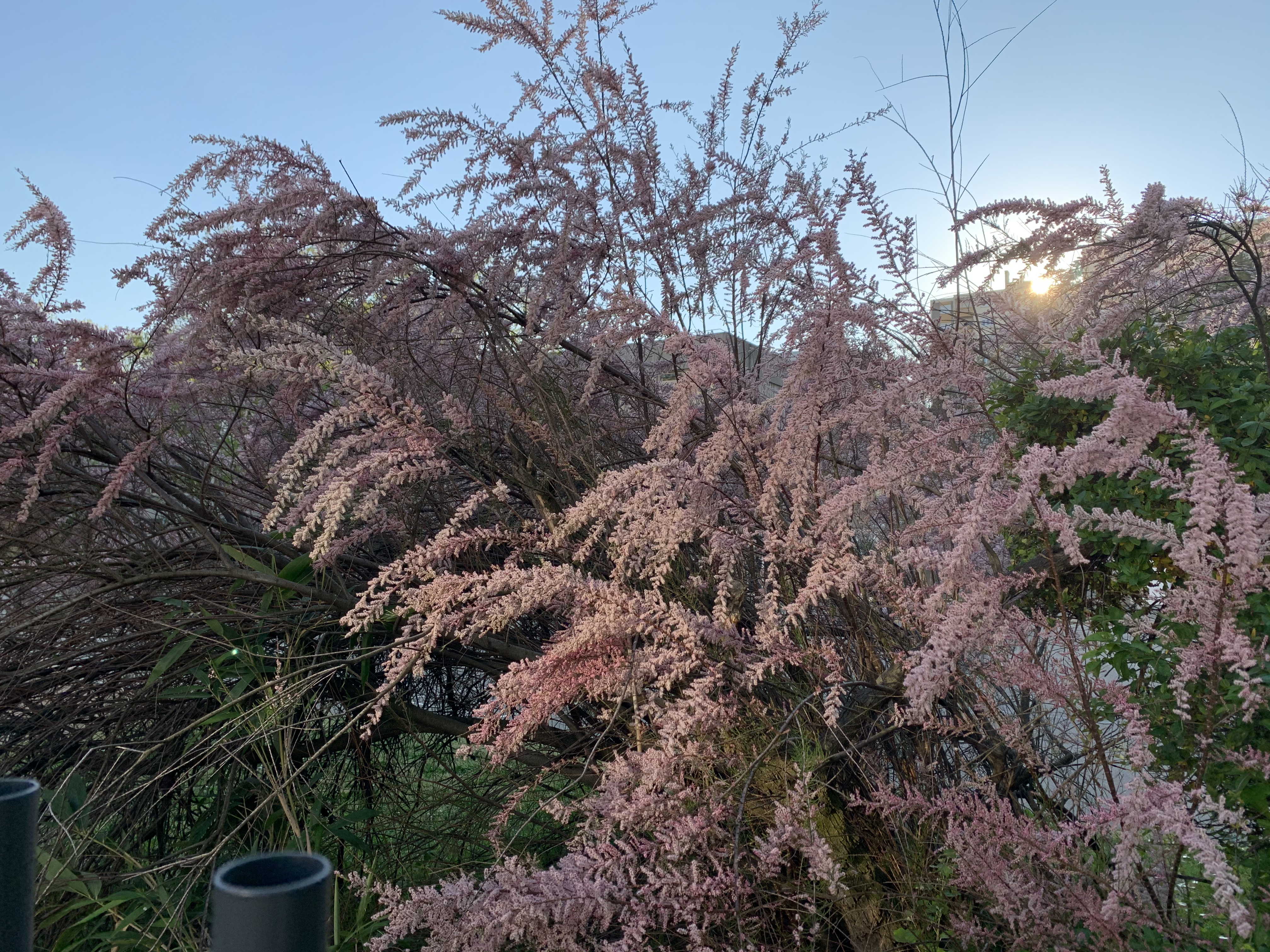
Tamarix ramossissima em Villeurbanne, França

Tamarix ramosissima é um arbusto resistente ou pequena árvore nativa da Europa e Ásia. É um arbusto vigoroso e de folha caduca, cultivado por seus caules ornamentais avermelhados, suas vistosas plumas de flores e suas folhas emplumadas incomuns. Sua resistência e tolerância a solos pobres o tornam um arbusto popular e fácil de cultivar. Pode crescer até 8 metros de altura e até 5 m de largura. Pode ser usado como tela, quebra-vento, cerca viva ou arbusto.
Produz racemos de flores pequenas, cor-de-rosa, de cinco pétalas, do final do verão ao início do outono, que cobrem a nova madeira da planta. É tolerante a muitos tipos de solo, mas prefere um solo bem drenado, leve ou arenoso em pleno sol. Esta planta é considerada uma espécie invasora em climas mais quentes.

## Espécie invasiva
Tamarix ramosissima é uma das principais espécies de plantas invasoras no sudoeste dos Estados Unidos e na região do deserto da Califórnia, consumindo grandes quantidades de água subterrânea em habitats ribeirinhos e oásis. O equilíbrio e a força da flora e fauna nativas estão sendo apoiados por vários projetos de restauração, removendo tamargueiras como se fossem ervas daninhas. Investigações científicas recentes geralmente concluíram que o principal impacto causado pelo homem nos ecossistemas ribeirinhos do deserto dentro da Bacia do Rio Colorado é a alteração do regime de inundação por barragens; Tamarix ramosissima é relativamente tolerante a esta alteração hidrológica em comparação com espécies ribeirinhas lenhosas nativas dependentes de inundação, como salgueiro, choupo e sabugueiro.
Pesquisas sobre a competição entre mudas de tamargueira e árvores nativas concomitantes descobriram que as mudas de Tamarix não são competitivas em uma variedade de ambientes, mas os grupos de árvores maduras impedem efetivamente o estabelecimento de espécies nativas no sub-bosque, devido à pouca luz, salinidade elevada e possivelmente alterações na biota do solo. Mudas de sabugueiro (Acer negundo, uma árvore ribeirinha nativa) sobrevivem e crescem sob condições de sombra mais altas do que as mudas de Tamarix, e espécimes maduros de Tamarix morrem após 1-2 anos de 98% de sombra, indicando um caminho para a substituição sucessional de Tamarix por sabugueiro. Atividades antrópicas que favorecem preferencialmente o tamarisco (como mudanças nos regimes de inundação) estão associadas à infestação. Até o momento, Tamarix assumiu grandes seções de ecossistemas ribeirinhos no oeste dos Estados Unidos que já foram o lar de choupos e salgueiros nativos, e são projetados por alguns para se espalharem muito além do atual variar.

## Sal
O nome comum da planta refere-se à sua capacidade de tolerar água salgada excretando sal em suas folhas através de glândulas salinas especializadas - e produzindo depósitos de sal que matam outras espécies; esses depósitos de sal também podem enfraquecer a ligação interatômica nas argilas do solo, levando ao aumento da erosão. No entanto, um estudo envolvendo mais de mil amostras de solo em gradientes de frequência de inundação e densidade de Tamarix concluiu que "a inundação pode ser o fator mais importante para avaliar a salinidade da planície de inundação" e "os solos sob as copas do Tamarix apresentaram menor salinidade do solo superficial do que áreas abertas privadas de inundações, sugerindo que a evaporação da superfície pode contribuir mais para a salinidade do solo superficial do que Tamarix ".